# Мастер (литературная премия)
Мастер — российская премия за литературный перевод. С 2006 её присуждает созданная в 2005 Гильдия «Мастера литературного перевода» при поддержке Фонда Б. Н. Ельцина, журнала «Иностранная литература», Института перевода. 

## Описание премии
Премия началась с единственной номинации. В дальнейшем вручалась в двух номинациях — Поэзия и Проза, которые в 2010 году были однократно дополнены номинацией Перевод детской литературы. С 2015 года третья номинация также стала постоянной — её поддерживают издатели. Длинный список кандидатов формируется на основе предложений членов Гильдии, издателей, литературных критиков. В голосовании по длинному списку принимают участие только члены Гильдии. Короткий список определяется простым подсчетом поданных голосов, выбор лауреатов осуществляет жюри.

## Лауреаты
2006
- Анатолий Гелескул

2007
- Поэзия — Александр Ревич
- Проза — Елена Суриц

2008
- Поэзия — Михаил Яснов за книги переводов Г. Аполлинера, П. Пикассо и двухтомник избранных переводов французской лирики.
- Проза — Александр Ливергант

2009
- Поэзия — Григорий Кружков за переводы из английской и американской поэзии, включенные в двухтомник «Избранные переводы».
- Проза — Елена Баевская за новый перевод «Комбре» Марселя Пруста.

2010
- Поэзия — Марина Бородицкая за книгу «Английские „поэты-кавалеры“ XVII века».
- Проза — Александр Богдановский за перевод книги Жозе Сарамаго «Книга имен»
- Детская литература — Любовь Горлина за перевод с норвежского романа Юна Эво «Солнце — крутой бог», Наталья Шаховская за перевод с французского романа Мари-Од Мюрай «Oh, boy!».

2011
- Поэзия — Ольга Седакова за стихотворные переводы, составившие 2-й том Собрания сочинений автора в 4-х томах
- Проза — Нина Фёдорова за перевод книги Сельмы Лагерлёф Морбакка

2012
- Поэзия — Евгений Солонович за книгу Джузеппе Джоакино Белли Римские сонеты
- Проза — Виктор Голышев за переводы книг Сьюзен Зонтаг О фотографии и Эрнеста Хемингуэя Праздник, который всегда с тобой

2013
- Поэзия — Борис Дубин за книгу избранных стихотворений и переводов Порука
- Проза — Наталия Мавлевич за перевод книги Ромена Гари Большая барахолка ()

2014
- Поэзия — Роман Дубровкин за переводы из поэмы «Освобожденный Иерусалим» Торквато Тассо
- Проза — Михаил Рудницкий за переводы книг Йозефа Рота «Берлин и окрестности» и «Триумфальной арки» Ремарка
- Проза — Ольга Дробот за перевод книги Руне Белсвика «Простодурсен. Зима от начала до конца» ()

2015
- Поэзия — Павел Грушко за книгу «Облачение теней. Поэты Испании» — антологию испанской и каталонской поэзии, от старинных народных песен XII века и авторской поэзии XV века до авторов современности.
- Проза — Вячеслав Середа за перевод «Книги воспоминаний» Петера Надаша.
- Детская литература — Ольга Варшавер за три тома волшебных сказок Элинор Фарджон, «Мальчик, который плавал с пираньями» Дэвида Алмонда и «Доктор де Сото» Уильяма Стайга.

2016
- Поэзия — Наталия Ванханен за перевод кубинских поэтов Гастона Бакеро, Синтио Витьера, Рейны Марии Родригес и Дульсе Марии Лойнаса.
- Поэзия — Георгий Ефремов за книгу Томас Венцлова. Похвала острову. Избранные стихотворения. 1965—2015 (Издательство Ивана Лимбаха) и переводы стихов Гитиса Норвиласа, Йонаса Айстиса, Альфонсаса Ника-Нилюнаса
- Проза — Ксения Старосельская за перевод книги Адама Водницкого «Провансальский триптих».
- Детская литература — Ольга Мяэотс за перевод книг: Ульф Старк. «Мой друг Перси, Буффало Билл и я»; Анна-Кат. Вестли «Каос в гостях и дома»; Сис Петр. «Летчик и Маленький принц»; Ютта Рихтер. «Я всего лишь собака»; Гунилла Ингвес. Серия книг о мишке Бруно.
- Детская литература — Дмитрий Карельский за перевод книги Кэти Остлер «Карма».

2017
- Поэзия — Анна Герасимова за книгу переводов Томаса Венцловы «Metelinga: Стихотворения и не только».
- Проза — Вера Мильчина за перевод книги Оноре де Бальзака «Мелкие неприятности супружеской жизни».
- Детская литература — Мария Людковская за перевод книг: Мария Грипе «Навозный жук летает в сумерках», Русе Лагеркранц «Мое сердце прыгает и смеется», «И всё же я счастлива» и Мони Нильсон «Семла и Гордон. Папа с большими ботинками», «Семла и Гордон. Секретное расследование».

2018
- Поэзия — Ирина Комарова за книгу Огдена Нэша «Туда отсюда не попасть. Сто избранных стихотворений в переводах Ирины Комаровой»
- Проза — Светлана Силакова за перевод романа Филипа Рота «Операция „Шейлок“. Признание»
- Детские книги — Наталья Калошина за книгу Марка Твена «Похищение принца Олеомаргарина», Ксения Тименчик за книгу Петры Соукуповой «Кто убил Снежка?» и комикса «Принудительный труд в Третьем Рейхе»

2019
- Поэзия — Владимир Микушевич за перевод первой книги поэмы Эдмунда Спенсера "Королева фей", "Легенда о рыцаре Алого Креста, или О святости".
- Проза — Вера Пророкова за перевод романа Филипа Рота "Цукерман освобожденный".
- Детская литература — Юлия Фокина за перевод книги Уолка Лорена "Волчья лощина".

2020
- Поэзия — Алеша Прокопьев за перевод книг: Георг Гейм «Вечный день» и Пауль Целан «От порога к порогу», Марк Гринберг за перевод книги Роберто Муссапи «Венецианка и другие стихотворения».
- Проза — Сергей Морейно за перевод романа Щепана Твардоха «Вечный Грюнвальд. Повесть вневременных лет».
- Детская литература — Елена Байбикова за перевод книги Ури Орлева «Остров на Птичьей улице».